# Gonatocerus pratensis
Gonatocerus pratensis is een vliesvleugelig insect uit de familie Mymaridae. De wetenschappelijke naam is voor het eerst geldig gepubliceerd in 1936 door Ogloblin.